# Tordenc becfí
El tordenc becfí (Argya longirostris) és un ocell de la família dels leiotríquids (Leiothrichidae).

## Hàbitat i distribució
Habita zones amb herba alta, normalment a prop de l'aigua a les terres baixes, a l'est de l'Índia des del Nepal cap a l'est fins Bengala Occidental i Assam, cap al sud a les muntanyes Khasi i Cachar i Manipur i sud-oest de Myanmar.